# Public Radio International
Public Radio International (PRI) era un'organizzazione radiofonica pubblica statunitense. Con sede a Minneapolis, Minnesota, PRI ha fornito la programmazione a oltre 850 stazioni radio pubbliche negli Stati Uniti.
PRI è stato uno dei principali fornitori di programmi per le stazioni radio pubbliche negli Stati Uniti, insieme a National Public Radio, American Public Media e Public Radio Exchange. PRI si è fusa con Public Radio Exchange nel 2018.